# Ribostamicin
{{Drugbox-lat
| Verifiedfields = 
| Watchedfields = 
| verifiedrevid = 376278091
| IUPAC_name = (1R,2R,3S,4R,6S)-4,6-diamino-3-hidroksi-2-(β--ribofuranoziloksi)cikloheksil 2,6-diamino-2,6-dideoksi-α--glukopiranozid
| image = Ribostamycin.svg
| width =
| image2 =
| width2 =
| tradename =  
| Drugs.com = Internacionalno ime leka
| pregnancy_AU = 
| pregnancy_US = 
| pregnancy_category =  
| legal_AU = 
| legal_CA = 
| legal_UK = 
| legal_US = 
| legal_status =  
| routes_of_administration =  
| bioavailability =  
| protein_bound =  
| metabolism =  
| elimination_half-life =  
| excretion =  
| CAS_number_Ref =  
| CAS_number =  
| CAS_supplemental = 53797-35-6 
| ATC_prefix = J01
| ATC_suffix = GB10
| PubChem = 5066
| IUPHAR_ligand =
| DrugBank_Ref =  
| DrugBank =  
| UNII_Ref =  
| UNII = 2Q5JOU7T53
| ChEMBL_Ref =  
| ChEMBL = 1256830
| C=17 | H=34 | N=4 | O=10 
| molecular_weight = 454,47266 g/mol
| smiles =
| StdInChI_Ref =  
| StdInChI = 
| StdInChIKey_Ref =  
| StdInChIKey = 
| synonyms = (2R,3S,4R,5R,6R)-5-amino-2-(aminometil)-6-{[(1)-4,6-diamino-23-hidroksicikloheksil]oksi}oksan-3,4-diol
}}
Ribostamicin je aminoglikozidni antibiotik.

## Literatura
- Hardman JG, Limbird LE, Gilman AG (2001). Goodman & Gilman's The Pharmacological Basis of Therapeutics (10. изд.). New York: McGraw-Hill. ISBN 0071354697. doi:10.1036/0071422803.
- Mandel GL, Bannett JE, Dolin R, ур. (2000). Principles and Practise of Infectious Diseases (5 изд.). Philadelphia, PA: Churchill Livingstone. doi:10.1016/S1473-3099(10)70089-X.  044307593X.